# Margaret Wilson
Margaret Wilson (c.1667-11 de mayo de 1685) fue una covenanter que murió ejecutada por negarse a reconocer a Jaime II de Inglaterra y VII de Escocia como cabeza de la Iglesia escocesa. Ajusticiada junto a Margaret McLachlan, ambas son conocidas como las «mártires de Wigtown», siendo Wilson la más famosa debido a su temprana edad al momento de morir. Su juventud y sobre todo su fe ante la muerte le valieron ser reconocida como mártir por la Iglesia presbiteriana.

## Biografía

### Contexto

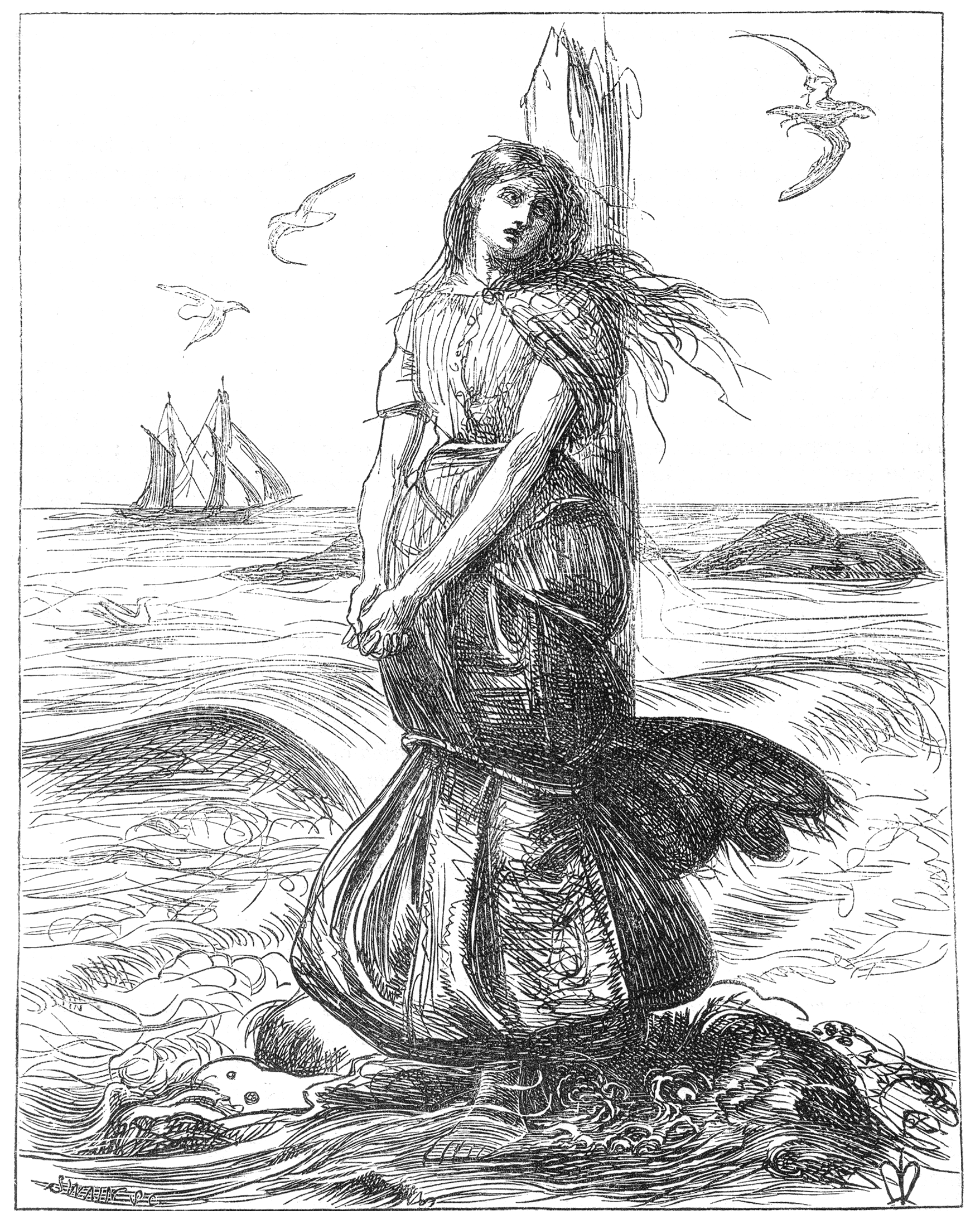
Ilustración del martirio de Wilson publicada en Once A Week, por Millais (julio de 1862).

El movimiento covenanter, destinado a mantener los cambios efectuados durante la reforma escocesa, surgió con la firma del National Covenant de 1638 en oposición al control real de la Iglesia, promoviendo el presbiterianismo como forma de gobierno eclesiástico en vez de una política episcopaliana dirigida por obispos designados por la Corona, lo que condujo a las guerras de los Tres Reinos y al derrocamiento de la monarquía. Tras la restauración inglesa en 1660 los covenanters fueron declarados traidores y el episcopado reinstaurado, si bien en varias partes de Escocia, sobre todo en el suroeste, los ministros cristianos se negaron a someterse; expulsados de sus iglesias, optaron por celebrar asambleas en campo abierto denominadas conventículos las cuales fueron suprimidas por las autoridades mediante el uso de la fuerza militar.

### Vínculo con loscovenanters
Margaret Wilson nació en Glenvernoch, una granja próxima a Newton Stewart, en Wigtownshire. Pese a que sus padres eran episcopalianos devotos, sus hermanos mayores eran covenanters; para 1684 los covenanters se escondían de las autoridades en las colinas a medida que la acción draconiana ponía fin a los conventículos, aunque seguían celebrándose pequeñas reuniones en interiores, si bien el hecho de negarse a mostrar lealtad al rey (lo que suponía renunciar a ser covenanter) implicaba la pena de muerte, incluyendo todo aquel que asistiese a un conventículo o diese cobijo a un covenanter. Pese al peligro, Margaret empezó a acudir a conventículos con su hermano pequeño Thomas (en ocasiones llevaba también a su hermana pequeña Agnes); posiblemente empezaron a asistir con motivo de tener una oportunidad de ver en un conventículo local al carismático James Renwick, quien acababa de convertirse en líder de los cameronianos, pertenecientes a la rama más extremista de los covenanters.

### Arresto
En febrero de 1685 Thomas, de 16 años, abandonó el hogar familiar para unirse a otros covenanters en las colinas. Por su parte, Margaret y Agnes acudieron a Wigtown para visitar en secreto a unos amigos, entre ellos una anciana viuda llamada Margaret McLachlan. Ambas hermanas fueron arrestadas posiblemente tras negarse a beber a la salud del rey, siendo encerradas en el conocido como «agujero de los ladrones». Las dos rechazaron abjurar del movimiento covenanter, siendo McLachlan detenida el domingo siguiente y encerrada junto con las hermanas Wilson y una criada en el agujero, tras lo cual las cuatro serían conducidas ante los assizes locales de los comisionados del Gobierno de Wigtownshire. El 13 de abril de 1685 fueron acusadas de ser culpables de la rebelión del puente de Bothwell, de la escaramuza en Airds Moss, y de haber participado en veinte conventículos en campo abierto y veinte a puerta cerrada. Tras la celebración de una sesión assize, Agnes Wilson, Margaret Wilson y Margaret McLachlan fueron declaradas culpables: p. 282  y condenadas a ser «atadas a estacas clavadas en la arena, dentro de la marca de inundación del mar, y permanecer allí hasta que la marea las inunde». El padre de las hermanas Wilson, Gilbert Wilson, acudió a Edimburgo para pedir clemencia por las tres mujeres ante el Consejo Privado de Escocia, presentando para ello una petición en la que se afirmaba que McLachlan se había retractado. Agnes fue liberada mediante el pago de una fianza de 100 libras escocesas, constando la redacción de indultos «para las dos Margaritas con fecha del 30 de abril de 1685».

### Indulto y ejecución
Se prometió un indulto tanto a Margaret Wilson como a Margaret McLachlan: «Los lores del Consejo Privado de sus majestades por la presente reprueban la ejecución de la condena a muerte pronunciada por los jueces contra Margaret Wilson y Margaret Lauchlison [McLachlan] hasta el... día de... y despide a los magistrados de Edimburgo por poner dicha sentencia de ejecución contra ellas antes de dicho día; y recomienda a las dichas Margaret Wilson y Margaret Lauchlison a los lores secretarios de Estado para que se interpongan con su santísima majestad para su remisión real a ellas».: p. 33  Instando a que Margaret Wilson y Margaret McLachlan fueran indultadas oficialmente por el Consejo Privado de Escocia, Mark Napier insistió en que sus agentes no deberían haberse atrevido a burlar el decreto del Consejo.: p. 282  Grierson de Lag, I baronet, optó sin embargo por hacerlo; según G. F. Crosbie: «El exceso de celo no era un delito en 1685, año en que Lag recibió su título de baronet en la lista de honor de coronación del despiadado Jaime».: p. 4 
El 11 de mayo de 1685, once días después de la firma del indulto, Margaret Wilson y Margaret McLachlan fueron encadenadas a unas estacas en el fiordo de Solway; en el último momento, mientras se estaba ahogando, se permitió a Wilson rezar una oración por el rey, a lo que accedió, aunque siguió renuente a abjurar del movimiento covenanter. Esto no satisfizo a sus acusadores, por lo que fue empujada bajo las olas; se dice que a medida que la marea subía, Margaret citó desafiante los salmos y las epístolas y cantó hasta morir ahogada (el ministro e historiador Robert Wodrow escribiría posteriormente que los asesinos deberían haber sido perseguidos por ignorar el indulto). Con una edad aproximada de 18 años al momento de su muerte, Wilson fue enterrada junto a su amiga Margaret McLachlan en el cementerio de la iglesia de Wigtown.

## Testimonios

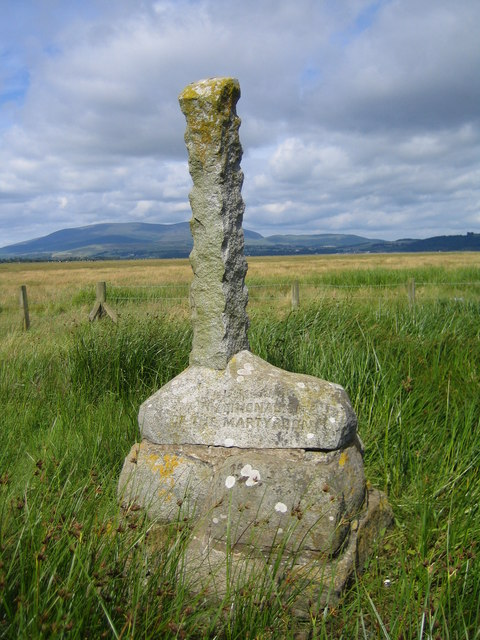
Memorial en Wigtown.

Veinte años después de su muerte, las iglesias de Kirkinner y Penninghame elaboraron dos relatos tomados de testimonios recabados de personas que afirmaban haber presenciado las ejecuciones: se tuvieron en cuenta las declaraciones de la hija de McLachlan acerca del ahogamiento de su madre, incluyéndose los registros de la iglesia de Penninghame referentes a Thomas Wilson, donde consta que vivía «para certificar la veracidad de estos hechos, con muchos otros que también los conocían bien».: pp. 246-249 
El relato de las «mártires de Wigtown» se encuentra entre las historias recogidas por Robert Wodrow y publicadas en su obra Historia de los sufrimientos de la Iglesia de Escocia desde la restauración de la revolución; en un sínodo de la Iglesia de Escocia celebrado en 1708, año en que se produjo el intento de invasión jacobita, se decidió recopilar los testimonios de las persecuciones cometidas bajo la monarquía de los Estuardo, motivo por el que se pidió a Wodrow llevar a cabo una investigación al respecto (el historiador plasmó que Thomas Wilson «vive ahora en el cuarto de su padre, y está listo para dar fe de todo lo que estoy escribiendo»).: p. 409  El relato fue publicado en 1721 y tuvo un considerable efecto en la opinión pública pese al ataque de los realistas y partidarios de la Iglesia episcopaliana de Escocia.: p. 488-498  El abogado e historiador Mark Napier, en su obra en tres volúmenes Memoriales de Graham de Claverhouse, Vizconde de Dundee (1859-1862), incluyó cartas de John Graham así como otros documentos hasta entonces inéditos. Esta obra provocó un pequeño revuelo acerca del supuesto ahogamiento de las «mártires de Wigtown»; Napier expuso las dudas acerca de que las ejecuciones se hubiesen realizado como se había dicho, criticando a su vez los escritos de Wodrow y a quienes lo defendían al tiempo que replicaba a sus detractores en El caso de la Corona en relación con los mártires de Wigtown resultó ser Mitos versus Wodrow y Lord Macaulay, Patrick el buhonero y el rector Tulloch (1863), con el reverendo Archibald Stewart haciendo lo propio en Réplica a la historia vindicada (1870).

## Legado

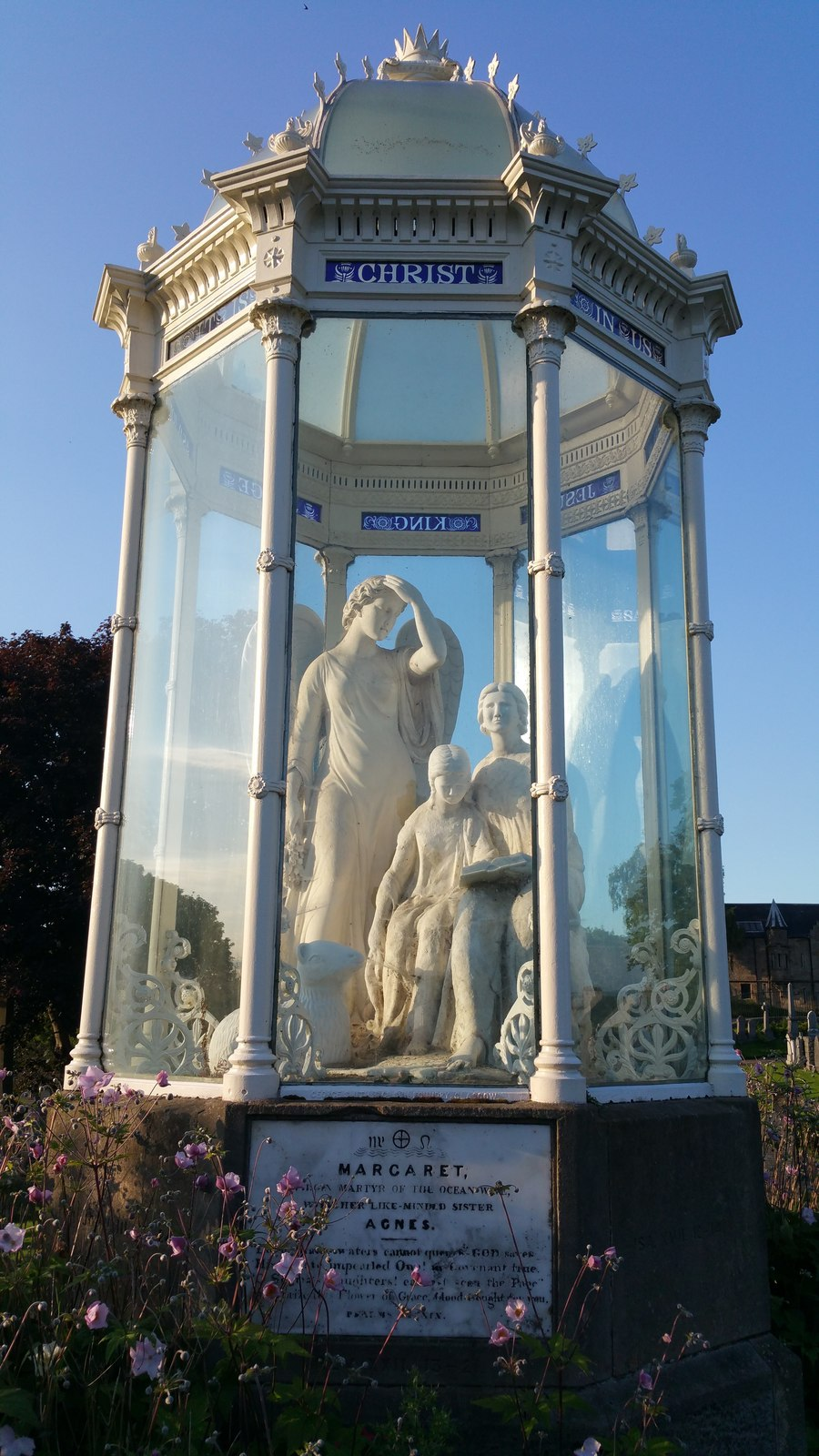
Memorial en el cementerio de Valley, en Stirling (Escocia).

### Arte
La muerte de Margaret Wilson fue representada en 1862 por el pintor prerrafaelita John Everett Millais en una ilustración para la revista Once A Week, en la cual se reprodujeron también los versos que describen su muerte y que figuran inscritos en la lápida de la mártir. También la representó en un cuadro de 1871 titulado La mártir de Solway.

### Literatura
El relato de la muerte de Wilson es tema de debate en la novela de Josephine Tey La hija del tiempo (1951), en la que un detective moderno critica las versiones sobre los eventos históricos, creados supuestamente para servir a agendas políticas. Siguiendo a Napier, Tey muestra la muerte de Wilson como un mito en base a la existencia del indulto, sostenido esto por el Consejo Privado de Escocia «hasta hoy»; Tey afirma que «el recolector original del material, recorriendo el distrito de Wigtown solo cuarenta años después del supuesto martirio y en el apogeo del triunfo presbiteriano, se queja de que "muchos niegan que esto ocurriera"; y no pudo encontrar ningún testigo ocular en absoluto». De hecho, Wodrow, el «colector original» del material publicado en Historia de los sufrimientos de la Iglesia de Escocia desde la restauración de la revolución (treinta y seis años después de los hechos), escribió que «nuestros jacobitas tienen el descaro, algunos de ellos para negar, y otros para atenuar este hecho que puede ser plenamente demostrado por muchos testigos vivos».: pp. 248-249  Por su parte, los registros eclesiásticos redactados veinte años después de la muerte de Wilson recogen testimonios detallados de personas que declararon ser testigos del martirio.

### Memoriales
Wilson posee una estatua victoriana representando su muerte en el Knox College de la Universidad de Toronto, en Canadá, y un memorial en el cementerio de Valley, en Stirling (Escocia), pieza encargada por los Drummonds en la que figura Margaret leyéndole la Biblia a su hermana Agnes y vigiladas ambas por un ángel guardián en actitud de desesperación.: pp. 71-73 